# Accous
 Accous  (en occitano Acós, en euskera Akoz) es una población y comuna francesa, en la región de Aquitania, departamento de Pirineos Atlánticos, en el distrito de Santa María de Olorón y cantón de Santa María de Olorón-1
Está situado en el valle de Aspe, uno de los tres valles del Alto Béarn, junto al de Ossau al este y el de Barétous al oeste.
El edificio más emblemático de la localidad es la iglesia de Saint Martín, construida originalmente en el año 1.358 y restaurada casi por completo a mediados del siglo XVI, luego de un incendio que arrasara todo el pueblo.

## Historia
Pueblo de tradición pastoril, que hasta el día de hoy conserva sus rebaños,sus establos y abrevaderos para el ganado dentro mismo del pueblo.
De 1793 a 2015 formó parte y era cabeza de partido (chef-lieu) del cantón de su nombre.

## Demografía
| Gráfica de evolución demográfica de Accous entre 1800 y 2012 |
|                                                              |

Fuentes: Ldh/EHESS/Cassini e INSEE.

## Hermanamientos
- Hecho, España.[3]